# 1998 CQ2
1998 CQ2 är en asteroid i huvudbältet som upptäcktes den 6 februari 1998 av den japanska astronomen Tetsuo Kagawa vid Gekko-observatoriet.
Asteroiden har en diameter på ungefär 5 kilometer och den tillhör asteroidgruppen Nysa.